# 直江駅

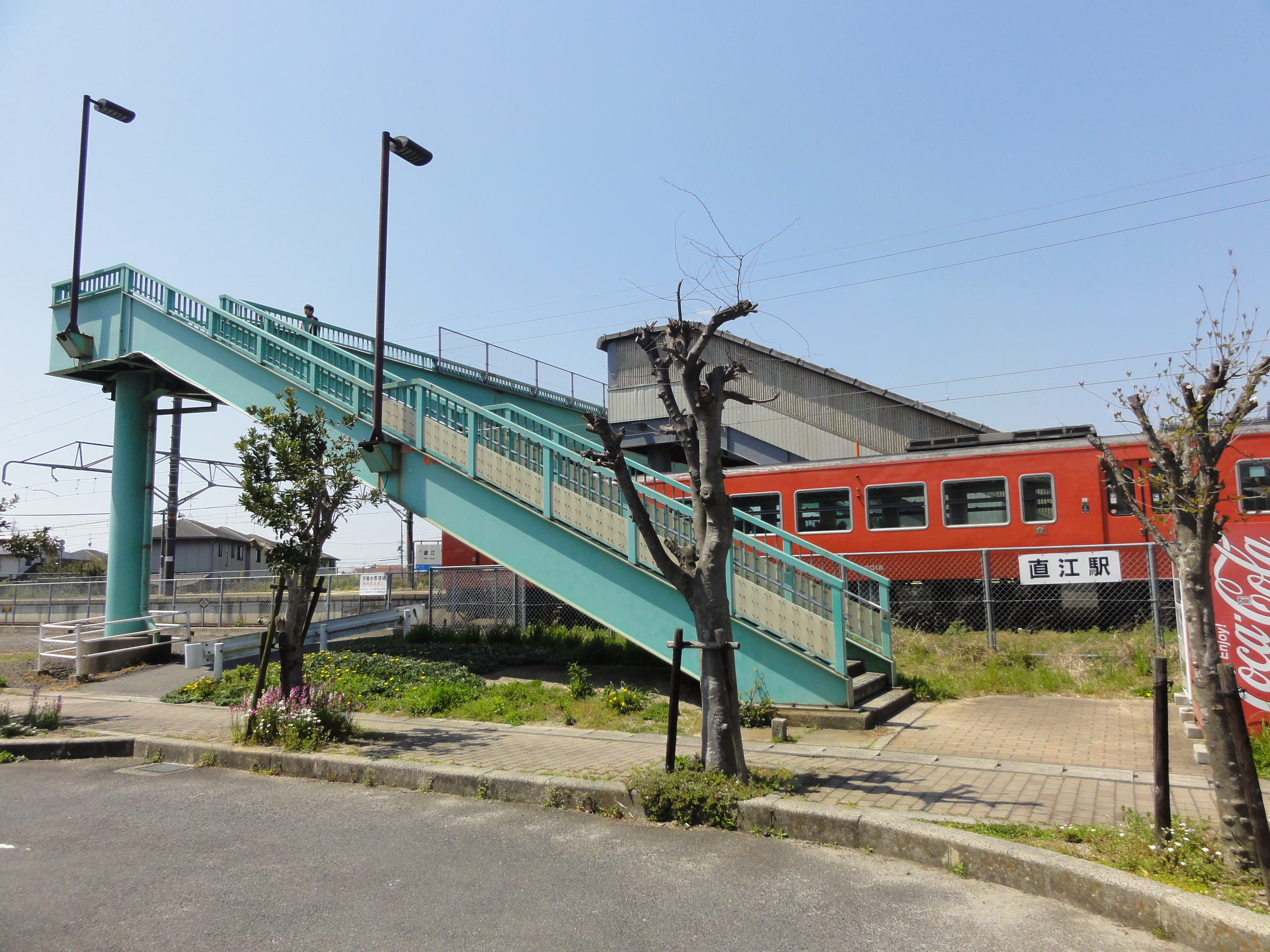
南口]（2013年4月）

直江駅（なおええき）は、島根県出雲市斐川町上直江にある、西日本旅客鉄道（JR西日本）山陰本線の駅である。

## 歴史

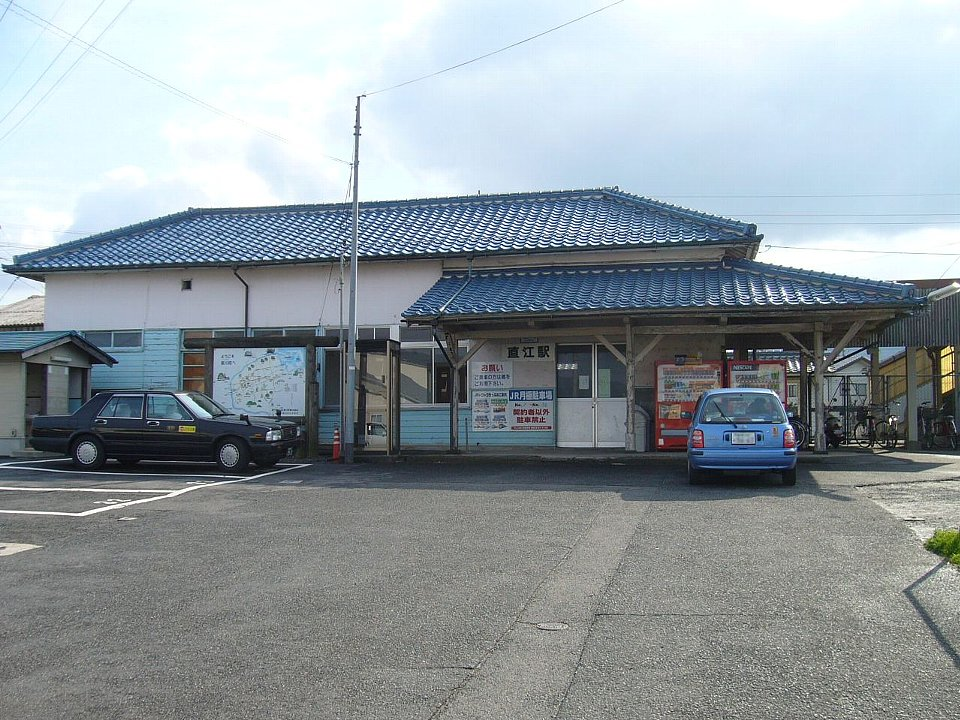
閉鎖された木造駅舎（2007年1月）

- 1910年（明治43年）10月10日：鉄道院山陰本線荘原駅 - 出雲今市駅（現・出雲市駅）間延伸時に開設[1]。旅客・貨物取扱開始[1]。
- 1972年（昭和47年）
  - 2月10日：貨物取扱廃止[1]。
  - 3月10日：業務委託駅化[2]。
- 1984年（昭和59年）2月1日：荷物扱い廃止[1]。
- 1985年（昭和60年）3月14日：無人駅化[3]。
- 1987年（昭和62年）4月1日：国鉄分割民営化に伴い、西日本旅客鉄道（JR西日本）の駅となる[1]。同時に有人駅化[4]。
- 1990年（平成2年）3月10日：再度無人駅化[4][5]。
- 1993年（平成5年）3月頃：乗車駅証明書発行機設置、使用開始[6]。
- 2016年（平成28年）12月17日：ICカード「ICOCA」の利用が可能となる[7][広報 1]。ICカード専用簡易改札機で対応。

## 駅構造
単式・島式ホーム複合型2面3線を有し、待避・列車交換可能な地上駅。構内配線は1線スルー構造とはなっていない。橋上駅舎（山陰地方及び島根県では当駅が初めて）を備え、南北に出口がある。先代木造駅舎は閉鎖されているが、そのままの形で残されている。
松江駅管理の無人駅。自動券売機が設置されている。

### のりば
| のりば | 路線     | 方向 | 行先               | 備考             |
| ------ | -------- | ---- | ------------------ | ---------------- |
| 1      | 山陰本線 | 上り | 松江・米子方面     |                  |
| 2      | 山陰本線 | 下り | 出雲市・大田市方面 |                  |
| 3      | 山陰本線 | 下り | 出雲市・大田市方面 | 原則待避列車のみ |
| 3      | 山陰本線 | 上り | 松江・米子方面     | 原則待避列車のみ |

- 上り本線は1番のりば、下り本線は2番のりば。3番のりばは上下副本線であり、特急通過待ちを行う列車が主として使用するが、下りについては待避有無に関係無く3番のりばに入線するケースもある。

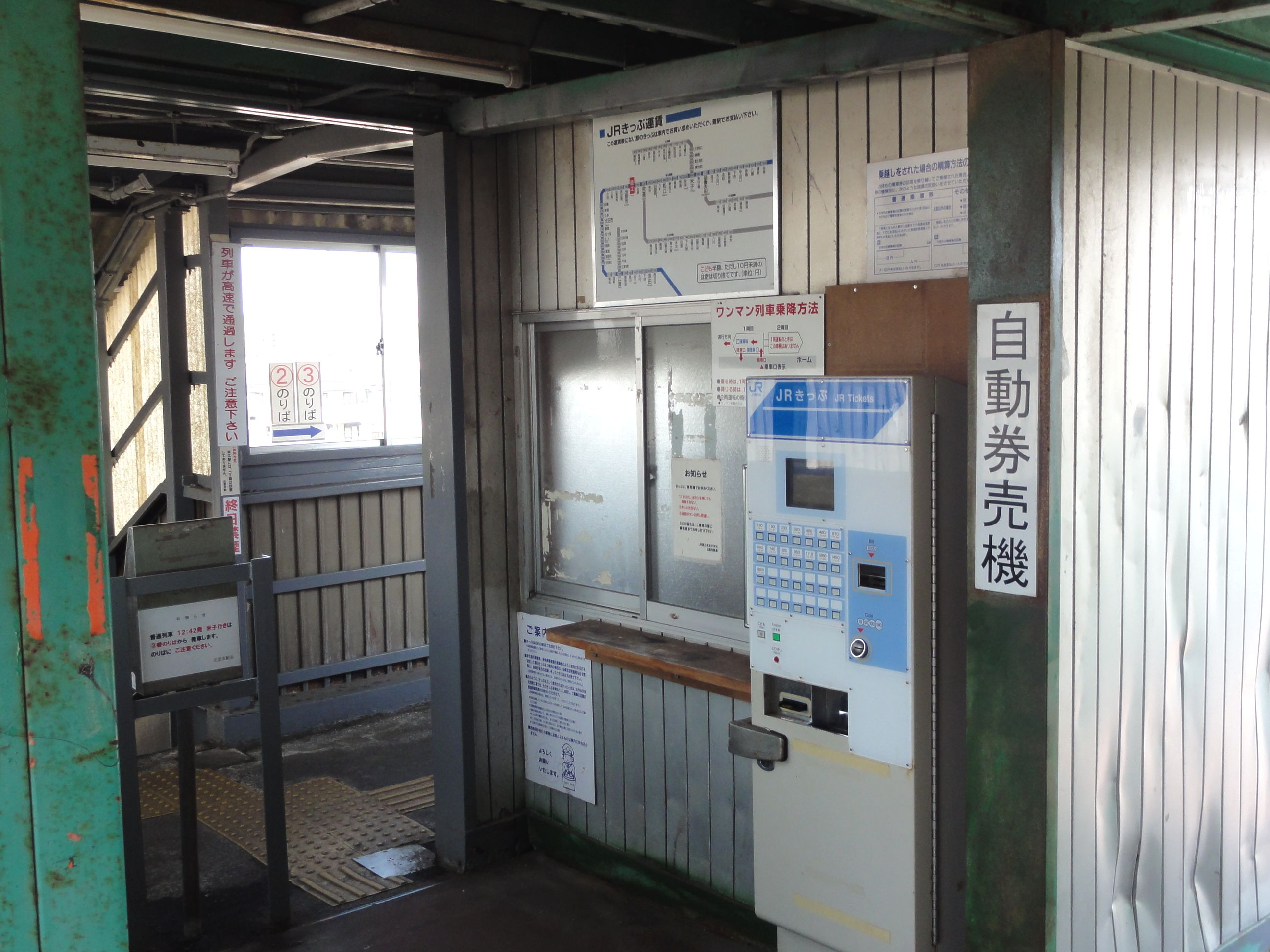
改札口（2013年4月）
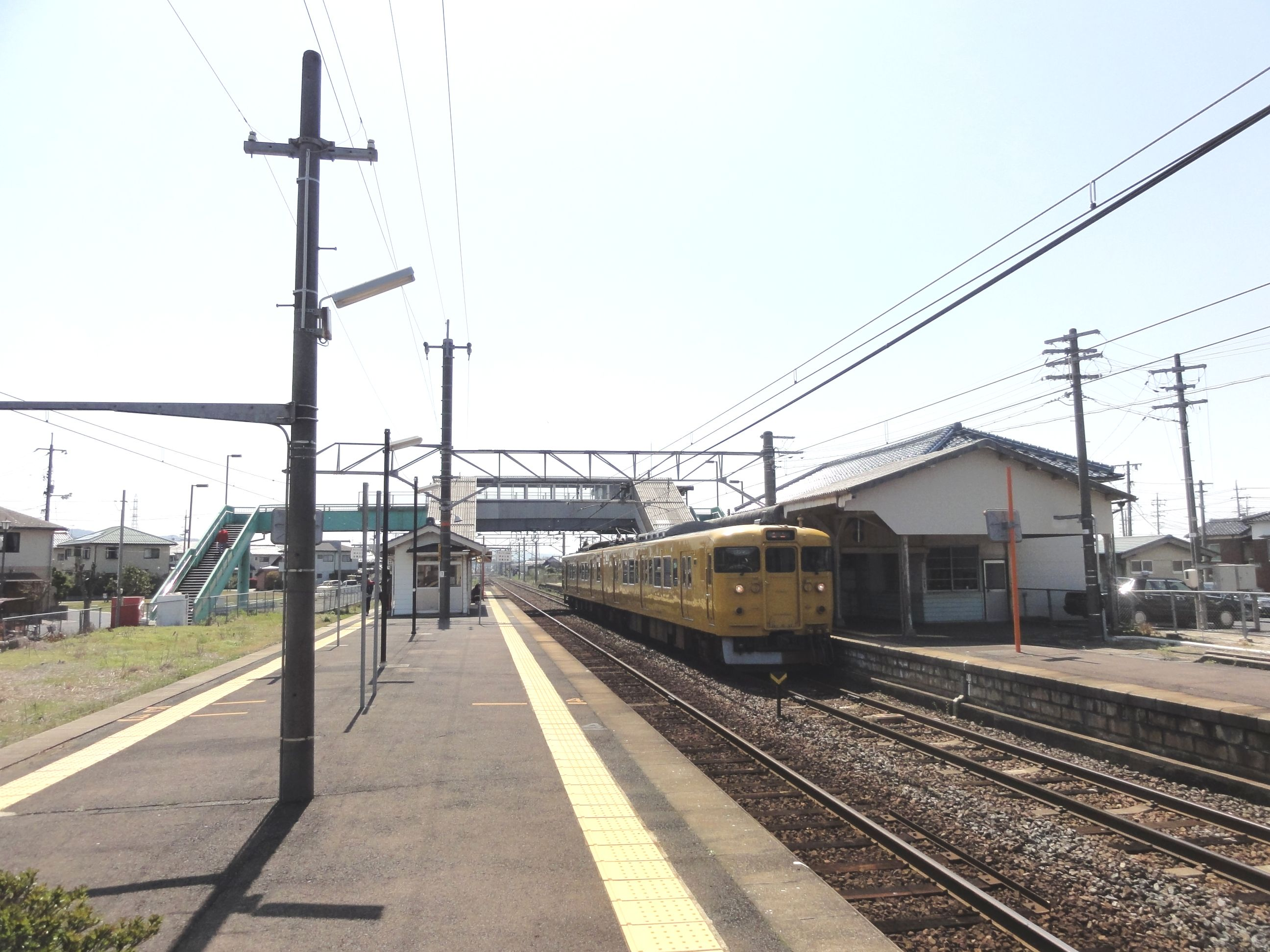
ホーム（2013年4月）

## 利用状況
2022年度の1日平均乗車人員は354人である。2004年度は285人、1994年度は276人、1984年度は216人だった。
近年の1日平均乗車人員の推移は以下の通り。
| 乗車人員推移 | 乗車人員推移 |
| 年度         | 1日平均人数  |
| ------------ | ------------ |
| 1999         | 296          |
| 2000         | 292          |
| 2001         | 286          |
| 2002         | 286          |
| 2003         | 298          |
| 2004         | 285          |
| 2005         | 307          |
| 2006         | 328          |
| 2007         | 346          |
| 2008         | 347          |
| 2009         | 342          |
| 2010         | 350          |
| 2011         | 376          |
| 2012         | 388          |
| 2013         | 386          |
| 2014         | 400          |
| 2015         | 399          |
| 2016         | 382          |
| 2017         | 429          |
| 2018         | 432          |
| 2019         | 434          |
| 2020         | 356          |
| 2021         | 329          |
| 2022         | 354          |

## 駅周辺
- ゆめタウン斐川
- 出雲村田製作所
- 国道9号
- 島根県道275号十六島直江停車場線

## 隣の駅
西日本旅客鉄道（JR西日本）
 山陰本線
荘原駅 - 直江駅 - 出雲市駅

#### 広報資料・プレスリリースなど一次資料
1. ↑  山陰線（出雲市～伯耆大山駅間）、伯備線（根雨駅、生山駅、新見駅）ICOCAご利用開始日・自動改札機ご利用開始日決定! - 西日本旅客鉄道（2016年10月18日付）

#### 統計資料
1. ↑  “島根県統計書”. しまね統計情報データベース.   島根県政策企画局. 2025年2月4日閲覧。